# باشگاه فوتبال زنان سارگل
باشگاه فوتبال زنان سارگل بوشهر (با نام پیشین باشگاه فوتبال زنان پارس جنوبی جم) یک باشگاه فوتبال زنان در ایران است. این باشگاه در لیگ برتر زنان ایران، لیگ برتر کوثر حضور دارد.

## بازیکنان
- - سمیرا اسماعیلی
  - مبینا اعتمادی
  - کوثر ایزدپناه
  - ساهره پلنگ گیر
  - زینت حاجیان
  - فاطمه حسنی
  - فریبا حسنی
  - فاطمه دربندی
  - سمانه درودیان
  - فاطمه دریس پوریان
  - هانیه رحیمی
  - سکینه رضایی
  - بهار سیروس
  - سلاله شاطری
  - فاطمه شجاعی
  - زهره طاهرنسب
  - مژگان قریش وند
  - سعیده گرایی
  - نرگس محارس
  - سکینه محمدی
  - فرزانه مرادی
  - لیلا معلم
  - سحر نصیری